# Günther Joël (Ministerialbeamter)

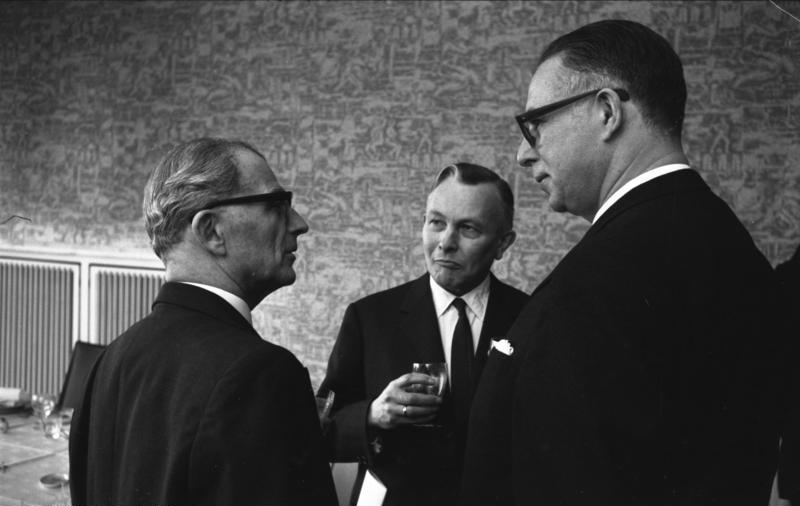
Günther Joël (links) während eines Empfangs in Bonn. Daneben: Ministerialdirigent Dr. Herbert Knolle (Mitte) und Hermann Meyer-Lindenberg (rechts).

Günther Joël (* 26. Oktober 1899 in Hannover; † 31. Mai 1986) war ein deutscher Jurist und Ministerialbeamter. Er ist nicht zu verwechseln mit dem gleichnamigen Ministerialbeamten der NS-Zeit Günther Joël (1903–1978).

## Leben und Wirken
Günther Joël war der Sohn von Curt Joël, der von 1930 bis 1932 als Reichsminister der Justiz amtierte. Nach dem Schulbesuch studierte Joël Rechtswissenschaften an den Universitäten Berlin, Heidelberg und München. Von 1929 bis 1946 arbeitete er als Rechtsanwalt und als Angestellter bei der Justizverwaltung Berlin. Anschließend war Joël bis 1948 im Zentralamt für Wirtschaft in der britischen Besatzungszone und dann von 1948 bis 1949 in der Verwaltung für Wirtschaft des Vereinigten Wirtschaftsgebietes tätig.
1949 erhielt Joël eine Anstellung im Bundesministerium der Justiz. Von 1950 bis 1964 war er dort Leiter der Abteilung III („Handels- und Wirtschaftsrecht“), zuletzt im Rang eines Ministerialdirektors. Ab 1954 war er zusätzlich Leiter der Abteilung III B. Von November 1962 bis Mai 1963 war Joël außerdem mit der Wahrnehmung der Geschäfte des Staatssekretärs des Ministeriums beauftragt.
Joel war seit 1946 mit Ursula Wendt verheiratet.

## Schriften
- Das Recht der gewerblichen Wirtschaft, 1949.